# Đoan Mộc Hống Lương
Đoan Mộc Hống Lương (tiếng Trung: 端木蕻良, 1912 - 1996) là bút hiệu của một văn sĩ Trung Hoa.

## Tiểu sử
Đoan Mộc Hống Lương sinh ngày 25 tháng 9 năm 1912 tại huyện Xương Đồ, tỉnh Liêu Ninh. Ông có nguyên danh Tào Hán Văn (曹漢文), tự Kinh Bình (京平), bút danh Thuyên Diệp (荃葉), Loa Toàn (螺旋), Tân Nhân (辛人), Diệp Chi Lâm (葉之琳), Thảo Bình (草坪).
Sau khi tốt nghiệp Trung học Nam Khai, Đoan Mộc Hống Lương được nhận vào khoa Lịch sử của Đại học Thanh Hoa. Ông xin gia nhập Tả Liên và xuất bản tiểu thuyết đầu tay Mẫu thân.
Năm 1933, ông lại viết tiếp Khoa Nhĩ Thấm kỳ thảo nguyên. Cuốn tiểu thuyết này trở thành một kiệt tác văn chương của nhóm tác gia lưu vong người Đông Bắc suốt thập niên 1930, được đăng dài kỳ trên nhiều tạp chí văn học ở Thượng Hải và Vũ Hán. Sau thành công đó là hàng loạt tiểu thuyết và truyện ngắn nối đuôi nhau ra đời.
Từ năm 1938, do tình thế chiến sự leo thang, ông kết hôn với văn sĩ Tiêu Hồng và cùng bà bôn ba các nơi Vũ Hán, Trùng Khánh, Thượng Hải, Hồng Kông , đến lúc Tiêu Hồng đau ốm nặng thì lại bỏ rơi bà trong những ngày tháng cuối đời. Tuy nhiên, ông vẫn không ngừng viết.
Năm 1950, sau khi nước Cộng hòa Nhân dân Trung Hoa thành lập, Đoan Mộc Hống Lương từ Hồng Kông trở về Hoa lục. Ông dành nhiều thì giờ thâm nhập các vùng nông thôn, nhà máy, đơn vị quân lực để tìm ý tưởng viết văn. Giai đoạn này, ông công bố số lượng lớn tiểu luận mô tả cuộc sống mới dưới ngọn cờ cộng sản.
Sau Cách mạng Văn hóa, ông tích cực đóng góp vào việc thổi bùng lên một giai đoạn văn học mới với các đặc điểm văn hóa mới. Ông viết nhiều luận văn và truyện ngắn mà một số trong đó đã có ảnh hưởng lâu dài cho các văn sĩ kế cận.
Vào năm 1980, Đoan Mộc Hống Lương được bầu làm Phó chủ tịch Hiệp hội Tác gia Bắc Kinh. Đến năm 1984 lại được bầu làm Lý sự Hiệp hội Tác gia Trung Quốc.